# Petroleros de Salamanca
Petroleros de Salamanca – meksykański klub piłkarski z siedzibą w mieście Salamanca, w stanie Guanajuato, działający w latach 1958–2009.

## Historia
Zespół Petroleros został założony w 1958 roku i niedługo potem dołączył do rozgrywek drugiej ligi meksykańskiej. Drużyna występowała w Primera A przez cały okres swojego istnienia. W latach 2006–2007 klub pełnił funkcję filii pierwszoligowego Jaguares de Chiapas. Domowe mecze rozgrywał na obiekcie Estadio Olímpico Sección XXIV. W czerwcu 2009 zespół przeniósł się do miasta La Piedad w stanie Michoacán i połączył się z tamtejszą drużyną – Reboceros de La Piedad – przyjmując jej nazwę.